# 한국제유공업협동조합
한국제유공업협동조합은 1962년 5월 9일 설립허가된 대한민국 농림축산식품부 소관의 협동조합이다. 한국제유산업의 건전한 발전도모, 조합원의 협동사업추진, 중소기업의 육성발전을 목적으로 한다. 사무실은 서울특별시 서초구 방배3동 1031-2, 방배홈스텔 401,402호에 있다.